# ملعب شانغهاي
ملعب شانغهاي ملعب رياضي متعدد الإستعمالات يقع في مدينة شانغهاي في الصين، غالباً ما يستعمل لرياضة كرة القدم وخصوصاً مباريات نادي شانغهاي SIPG F.C. الذي يلعب في الدوري الصيني الممتاز، بُني الملعب سنة 1997، يتسع الملعب إلى 57 ألف متفرج، ويُعد ثالث أكبر ملاعب الصين، استضاف الملعب عدد من منافسات كرة القدم خلال الألعاب الأولمبية الصيفية 2008 وكذلك مباراة كأس السوبر الإيطالي سنة 2015.